# Ike Fraizer
Isaac  „Ike“ Peter Fraizer (* 2. Dezember 1874 bei Marshall, Illinois; † 16. September 1932 in Miami, Arizona) war ein US-amerikanischer Politiker (Republikanische Partei).

## Werdegang
Isaac Peter Fraizer, Sohn von Flora Etta Reddish (1853–1929) und Jesse Fraizer (1850–1907), wurde 1874 im Clark County (Illinois) geboren. Die Familie zog dann vor 1876 nach Missouri und ließ sich dort in Rolla (Phelps County) nieder. In der Folgezeit kamen dort mindestens vier seiner Geschwister zur Welt: Sarah Catherine (1876–1940), James Garfield (1881–1955), Charles Thomas (1889–1965), und Claude McKinley (1897–1963). Fraizer ging dann auf die Missouri School of Mines and Metallurgy (MSM), wo er 1900 mit einem Bachelor of Science in Montanwissenschaften graduierte. Am 5. Januar 1905 heiratete er die irische Einwanderin Margaret Gilroy (1880–1907). 1910 zog er in das Arizona-Territorium und ließ sich dort bei Elgin (Santa Cruz County) nieder. In der Folgezeit war er als Bergbau- und Bauingenieur tätig. Er hatte auch eine Anstellung als Chief Maintenance Engineer beim State Highway Department. Es ist wahrscheinlich, dass er in Arizona seine zweite Ehefrau Daisy Elvira Slater (1894–1979) heiratete.
Von 1921 bis 1923 saß er im Repräsentantenhaus von Arizona. Der Gouverneur von Arizona John Calhoun Phillips ernannte ihn am 30. Januar 1929 zum Secretary of State von Arizona, um die Vakanz zu füllen, die durch den Tod von John C. Callaghan entstand. In diesem Zusammenhang ist folgendes zu erwähnen: George W. Nickle wurde am 29. Januar 1929 zum Secretary of State von Arizona ernannt, lehnte aber am folgenden Tag seine Ernennung ab. Fraizer bekleidete den Posten des Secretary of State von Arizona bis 1931.
Später begann er als Manager bei der Texaco Oil Company zu arbeiten. Er starb bei einer Explosion und Brand in einem Benzin-Speicherwerk der Texaco Oil Company. Sein Leichnam wurde dann auf dem Stadtfriedhof in Nogales (Santa Cruz County) beigesetzt. Seine zwei jüngeren Brüder, James und Charles, sind ebenfalls dort bestattet.